# Дені Бун
Дені Бун (фр. Dany Boon, справжнє ім'я — Данієль Аміду́ (фр. Daniel Hamidou); *26 червня 1966, Армантьєр, Франція)  — французький актор, комік. 

## Життєпис

### Родина
Справжнє ім’я — Даніель Аміду. Батько — алжирець із Кабілії, мати — француженка.

### Професійна кар’єра
До 12 років Дені не розмовляв французькою. Спілкувався пікардійською мовою. Цю мову він часто використовує у своїх телешоу. Можливо, ім’я «Дені Бун» пов’язане з американським колоністом XVIII століття, відомим дослідником, мандрівником, героєм європейської літератури Даніелем Буном.  
Починав Дені як вуличний мім. У 1992-му взяв участь у конкурсі в Каннах, де зустрів імпресаріо Патріка Себастьєна, який посприяв виходу актора на професійну сцену, запросивши спочатку на своє телешоу.

### Особисте життя
Дені був одружений з акторкою Жудіт Ґодреш, з якою познайомився на зйомках фільму «Красуні», де Жудіт грала головну роль. У них народився син Ное. У 2002 році пара розійшлася. 
26 грудня 2003 року одружився з режисеркою Яель Гаріс. Дружина народила трьох синів.  
У 2002 році Дені прийняв юдаїзм.

### Фільмографія
| Рік       | Назва українською                      | Назва французькою         | країна                                       | роль                                  |
| --------- | -------------------------------------- | ------------------------- | -------------------------------------------- | ------------------------------------- |
| 2021      | Застряглі разом                        | 8 Rue de l'Humanité       | Франція                                      | Мартін Беккар                         |
| 2020      | Агент Лев                              | Le lion                   | Франція/ Бельгія                             | Лео (головна роль)                    |
| 2019      | Гра в дурня                            | Le dindon                 | Франція                                      | Рене Вателін                          |
| 2019      | Загадкове вбивство                     | Murder Mystery            | США                                          | Лоран Делакруа                        |
| 2018      | Від сім'ї не втечеш                    | La ch'tite famille        | Франція                                      | Валентин (головна роль)               |
| 2016      | Візьми мене штурмом                    | Raid dingue               | Франція/Бельгія                              | Ежен Фроссар                          |
| 2016      | Скнара                                 | Radin !                   | Франція                                      | Скрипаль Франсуа Готьє (головна роль) |
| 2016      | Матусин синок                          | Lolo                      | Франція                                      | Жан-Рене (головна роль)               |
| 2014      | Кохання — найкращі ліки                | Supercondriaque           | Франція                                      | Роман Фобер (головна роль)            |
| 2013      | Вулкан пристрастей                     | Eyjafjallajökull          | Франція/Бельгія                              | Ален (головна роль)                   |
| 2012      | Заміж на 2 дні                         | Un plan parfait           | Франція                                      | Жан-Ів (головна роль)                 |
| 2010      | Митниця дає добро / Нічого декларувати | Rien à déclarer           | Франція                                      | Матіас (головна роль)                 |
| 2009      | Невдахи                                | Micmacs à tire-larigot    | Франція                                      | Базіль (головна роль)                 |
| 2008      | По той бік ліжка                       | De l'autre cote du lit    | Франція                                      | Х'юго (головна роль)                  |
| 2008      | Лашкаво прошимо                        | Bienvenue chez les Ch'tis | Франція                                      | Антуан Байоль                         |
| 2006      | Мій найкращий друг                     | Mon meilleur ami          | Франція                                      | Бруно                                 |
| 2006      | Дублер                                 | Doublure, La              | Бельгія, Італія, Франція                     | Рішар, друг Франсуа                   |
| 2006      | Будинок зі знижкою                     | Maison du bonheur, La     | Франція                                      |                                       |
| 2005      | Щасливого Різдва                       | Joyeux Noël               | Франція, Німеччина, Велика Британія, Бельгія |                                       |
| 2004      | Розпутники                             | Pédale dure               | Франція                                      | Себастьян (головна роль)              |
| 1998      | Красуні                                | Bimboland                 | Франція                                      |                                       |
| 1996      | Так                                    | Oui                       | Франція                                      |                                       |
| 1989-2006 | Комісар Наваро                         | Navarro                   | Франція                                      | епізод                                |

#### Озвучування
| Рік  | Назва українською | Назва французькою     | країна                                |
| ---- | ----------------- | --------------------- | ------------------------------------- |
| 2008 | Міа та Мігу       | Mia et le Migou       | Італія, Франція, анімаційний          |
| 2005 | Чарівна пригода   | Magic Roundabout, The | Велика Британія, Франція, анімаційний |

#### Режисер
| Рік  | Назва українською                      | Назва французькою         | країна          |
| ---- | -------------------------------------- | ------------------------- | --------------- |
| 2018 | Від сім'ї не втечеш                    | La ch'tite famille        | Франція         |
| 2016 | Візьми мене штурмом                    | Raid dingue               | Франція/Бельгія |
| 2010 | Митниця дає добро / Нічого декларувати | Rien à déclarer           | Франція         |
| 2008 | Лашкаво прошимо                        | Bienvenue chez les Ch'tis | Франція         |
| 2006 | Будинок зі знижкою                     | La Maison du bonheur      | Франція         |

#### Сценарист
| Рік  | Назва українською   | Назва французькою         | країна          |
| ---- | ------------------- | ------------------------- | --------------- |
| 2018 | Від сім'ї не втечеш | La ch'tite famille        | Франція         |
| 2016 | Візьми мене штурмом | Raid dingue               | Франція/Бельгія |
| 2010 | Митниця дає добро   | Rien à déclarer           | Франція         |
| 2008 | Лашкаво прошимо     | Bienvenue chez les Ch'tis | Франція         |
| 2006 | Будинок зі знижкою  | La Maison du bonheur      | Франція         |